# Organisation territoriale de la Pologne

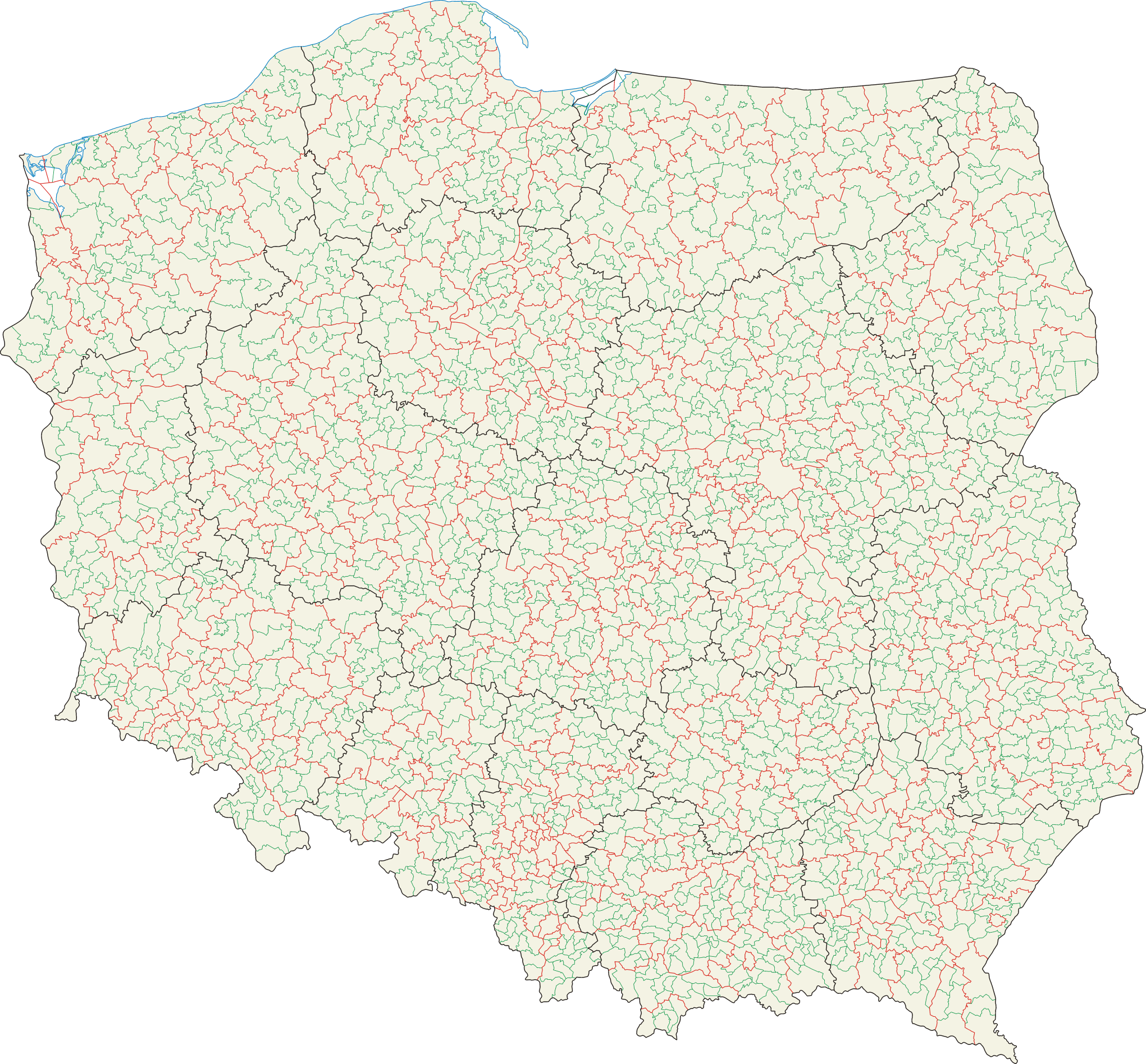
Division en voïvodies, powiaty et gminy.

L’organisation territoriale de la Pologne repose, depuis 1999, sur trois niveaux administratifs. Le territoire polonais est divisé en voïvodies, lesquelles sont divisées en powiaty (districts), et ces derniers sont à leur tour subdivisés en gminy (communes). Les villes les plus importantes ont, pour la plupart, à la fois le statut de gmina et de powiat.
La Pologne est divisée en 16 voïvodies, 379 powiaty (dont 65 villes au statut de powiat), et 2 478 gminy.

## Évolution
Le système actuel a été introduit après une série d'actes votés par l'Assemblée nationale de la République de Pologne en 1998, et entrés en vigueur le 1er janvier 1999. De 1975 à 1998, il y avait 49 voïvodies de tailles inférieures, et les powiaty avaient été supprimés (cf. organisation territoriale de la République populaire de Pologne). La réforme créa 16 voïvodies de taille plus importante et réintroduisit les powiaty.
Ces nouvelles voïvodies ont été formées à partir des anciennes régions, auxquelles elles empruntent leurs noms. Cependant, les frontières des voïvodies ne reflètent pas toujours les frontières historiques des régions polonaises. Ainsi, près de la moitié de la voïvodie de Silésie appartient historiquement à la Petite-Pologne. De même, la région de Radom, qui faisait historiquement partie de la Petite-Pologne, se trouve dans l'actuelle voïvodie de Mazovie. La voïvodie de Poméranie ne comprend que l’extrême Est de la Poméranie historique, ainsi que des régions qui n’en faisaient historiquement pas partie.

## Voïvodies

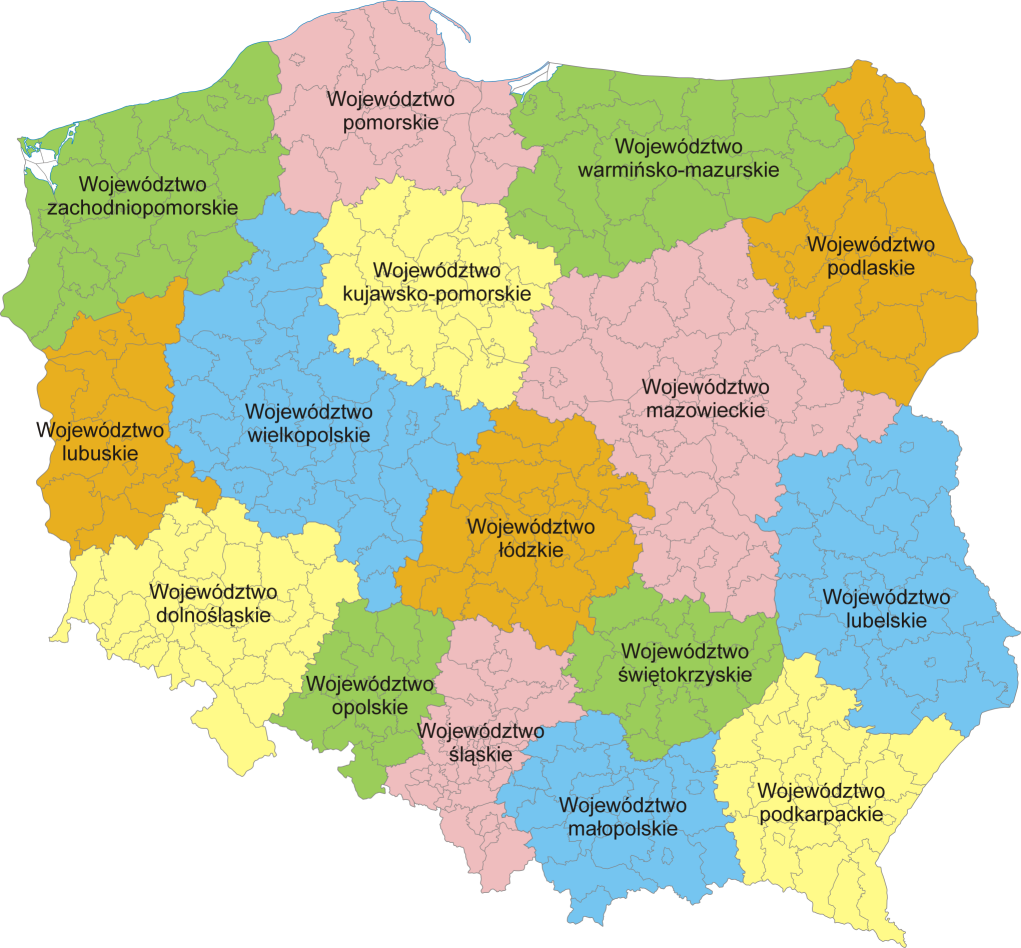
Division de la Pologne en voïvodies et powiaty.

La Pologne est actuellement divisée en 16 provinces appelées voïvodies (polonais : województwa, au singulier województwo). L'autorité, au niveau des voïvodies est partagée entre un représentant du gouvernement (le voïvode), une assemblée délibérante élue appelée la diétine (en polonais sejmik), et un exécutif élu par cette assemblée. Le chef de cet exécutif est appelé marszałek (maréchal).

## Powiaty (Districts)
Chaque voïvodie est divisé en un certain nombre de plus petites entités appelées « powiaty » (districts). Le nombre de powiaty par voïvodie va de 12 (voïvodie d'Opole) à 42 (voïvodie de Mazovie). Ce compte comprend à la fois les powiaty eux-mêmes (en polonais : powiaty ziemskie) et les villes au statut de powiat (en polonais : powiaty grodzkie ou plus officiellement miasta na prawach powiatu). Les powiaty simples ont des conseils élus (en polonais : rada powiatu), qui élit un chef exécutif appelé starosta.

## Gminy (Communes)
Le troisième niveau de division administrative est la gmina (commune). Un powiat est généralement divisé en un certain nombre de gminy (entre 3 et 19), bien que les villes à statut particulier constituent une seule gmina. Une gmina peut être classée comme « urbaine » (il s'agit alors d'une ville), de « semi-urbaine » (il s'agit alors d'une ville, de villages et de la campagne alentour), ou « rurale » (elle ne contient alors pas de ville). Une gmina dispose d'un conseil élu et d'un maire, élu au suffrage direct (appelé prezydent dans les grandes villes, burmistrz (bourgmestre) dans les gminy urbaines et semi-urbaines, et wójt dans les gminy rurales).

## Unités inférieures
Les gminy (communes) sont généralement subdivisés en plus petites unités appelées osiedle ou dzielnica (en) dans les villes, et sołectwo à la campagne. Cependant ces unités de moindre importance sont subordonnées au statut desgminy.

## Subdivisions européennes

### Groupe de voïvodies
Le groupe de voïvodies, ou région (en polonais regiony), est une subdivision européenne de la Pologne. Elle répond aux besoins d'Eurostat, l'institut statistique européen, qui a défini une nomenclature d'unités territoriales statistiques. Ces groupes correspondent au premier niveau statistique européen (NUTS 1).

### Groupe de districts
Le groupe de districts (en polonais podregiony) est une subdivision européenne de la Pologne. Elle répond aux besoins d'Eurostat, l'institut statistique européen, qui a défini une nomenclature d'unités territoriales statistiques. Ces groupes correspondent au troisième niveau statistique européen (NUTS 3).

## Sources
- (en) Cet article est partiellement ou en totalité issu de l’article de Wikipédia en anglais intitulé « Administrative divisions of Poland » (voir la liste des auteurs).

## Compléments